# 1992年バルセロナオリンピックのアルジェリア選手団
1992年バルセロナオリンピックのアルジェリア選手団（1992ねんバルセロナオリンピックのアルジェリアせんしゅだん）は、1992年7月25日から8月9日にかけてスペインのカタルーニャ州バルセロナで開催された1992年バルセロナオリンピックのアルジェリア選手団、およびその競技結果。

## 概要
今大会は金メダル1個、銅メダル1個の合計2個のメダルを獲得した。
陸上}女子1500mでハシバ・ブールメルカが金メダルを獲得、アルジェリアに初のオリンピック金メダルをもたらした。

## メダル
| メダル | 選手名               | 競技       | 種目           |
| ------ | -------------------- | ---------- | -------------- |
| 金     | ハシバ・ブールメルカ | 陸上       | 女子1500m      |
| 銅     | ホシネ・ソルタニ     | ボクシング | 男子フェザー級 |